# Cessna Citation Latitude
Il Cessna Citation Latitude (Modello 680A) è un business jet progettato e prodotto dal 2014 dalla Cessna Aircraft Company di Wichita, Kansas. Fu annunciato nel 2011 alla convention NBAA, la National Business Aviation Association statunitense. Il prototipo iniziale fece il suo primo volo il 18 febbraio 2014 e, il 5 giugno 2015, il "Citation Latitude" ottenne la certificazione FAA. Il Latitude è stato in seguito sviluppato nel nuovo Citation Longitude, di maggiori dimensioni e autonomia.

## Sviluppo
Il Citation Latitude è stato sviluppato a partire da due dei modelli di business jet della casa di Wichita: il Citation XLS ed il Citation Sovereign, entrambi successivamente sviluppati nelle versioni XLS+ e Sovereign+, presentate assieme al Latitude alla convention NBAA del 2011. Il prototipo ha effettuato il primo volo il 18 febbraio 2014 mentre il 5 giugno 2015 si è conclusa la fase di certificazione da parte della FAA statunitense. Infine, il 27 settembre dello stesso anno, sono iniziate le consegne ai clienti del "C680A Latitude".

## Caratteristiche del velivolo
Il Citation Latitude è un business jet di medio raggio con una capacità massima di 9 passeggeri. Essendo derivato dal Citation Sovereign, il Latitude mantiene la sezione di fusoliera circolare, il pavimento cabina piatto, gli impennaggi orizzontali di coda in configurazione cruciforme e i due propulsori, i Pratt & Whitney Canada PW306, aggiornati alla versione "PW306D1".
Il Latitude ha buone capacità di decollo e atterraggio su piste relativamente corte (STOL), situate ad elevate altitudini e caratterizzate da alte temperature per la maggior parte dell'anno.

## Utilizzatori

### Militari
Giappone
- Kōkū Jieitai

Tre ordinati a settembre 2017. Due dei tre esemplari previsti sono stati consegnati a partire da aprile 2020 e risultano in servizio al novembre 2020.

## Galleria d'immagini

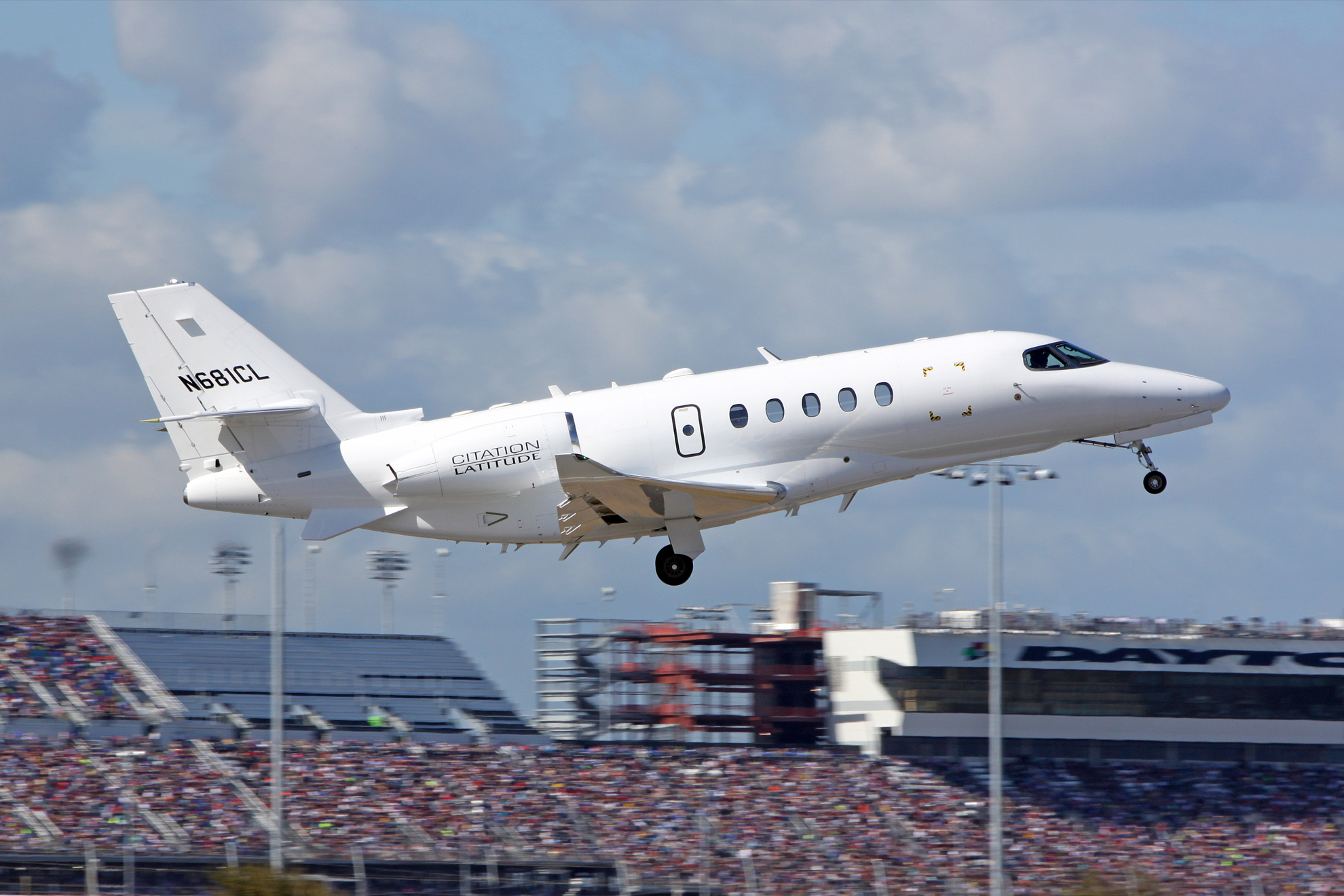
Latitude in decollo
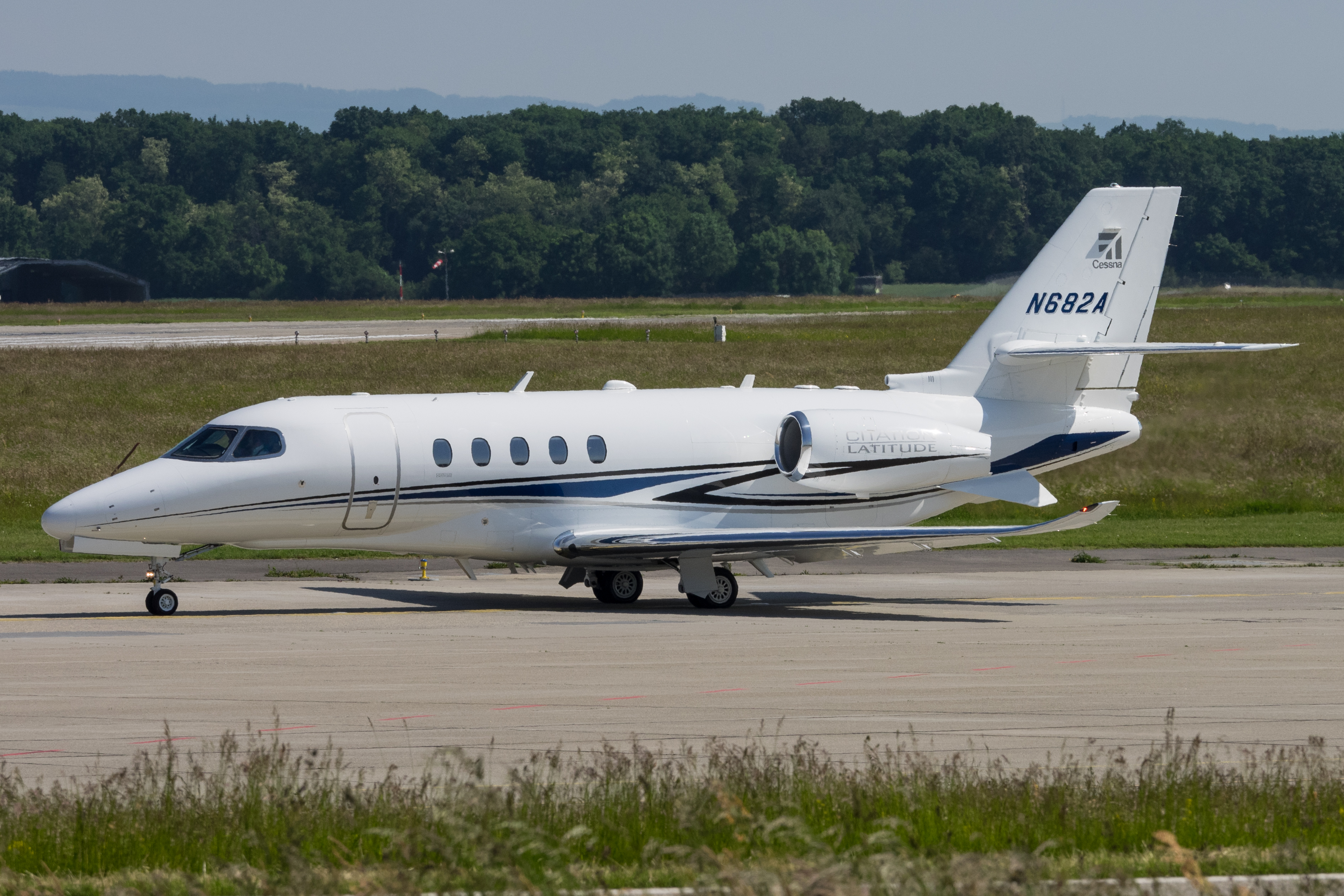
Latitude in rullaggio
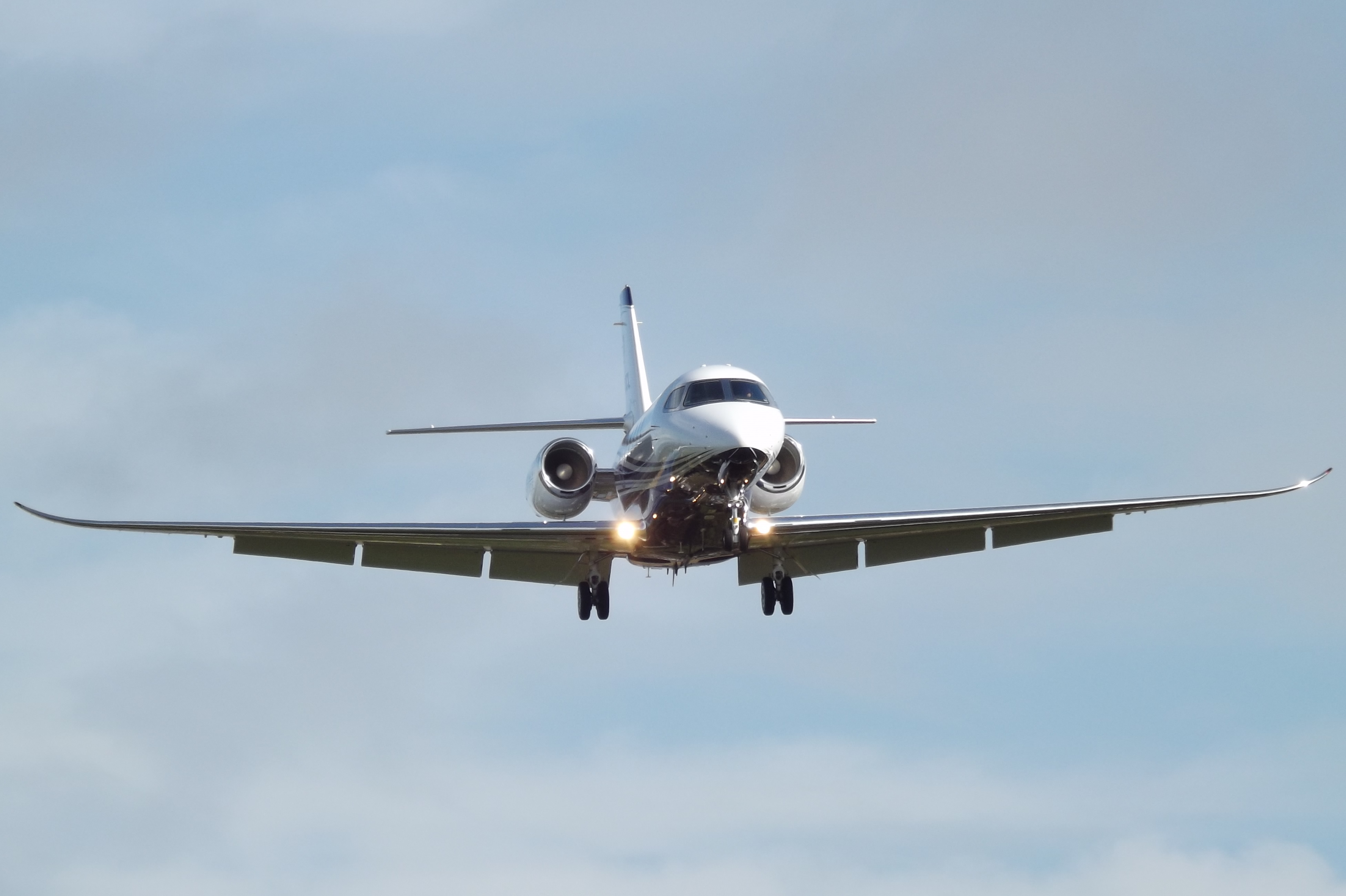
Latitude in avvicinamento alla pista
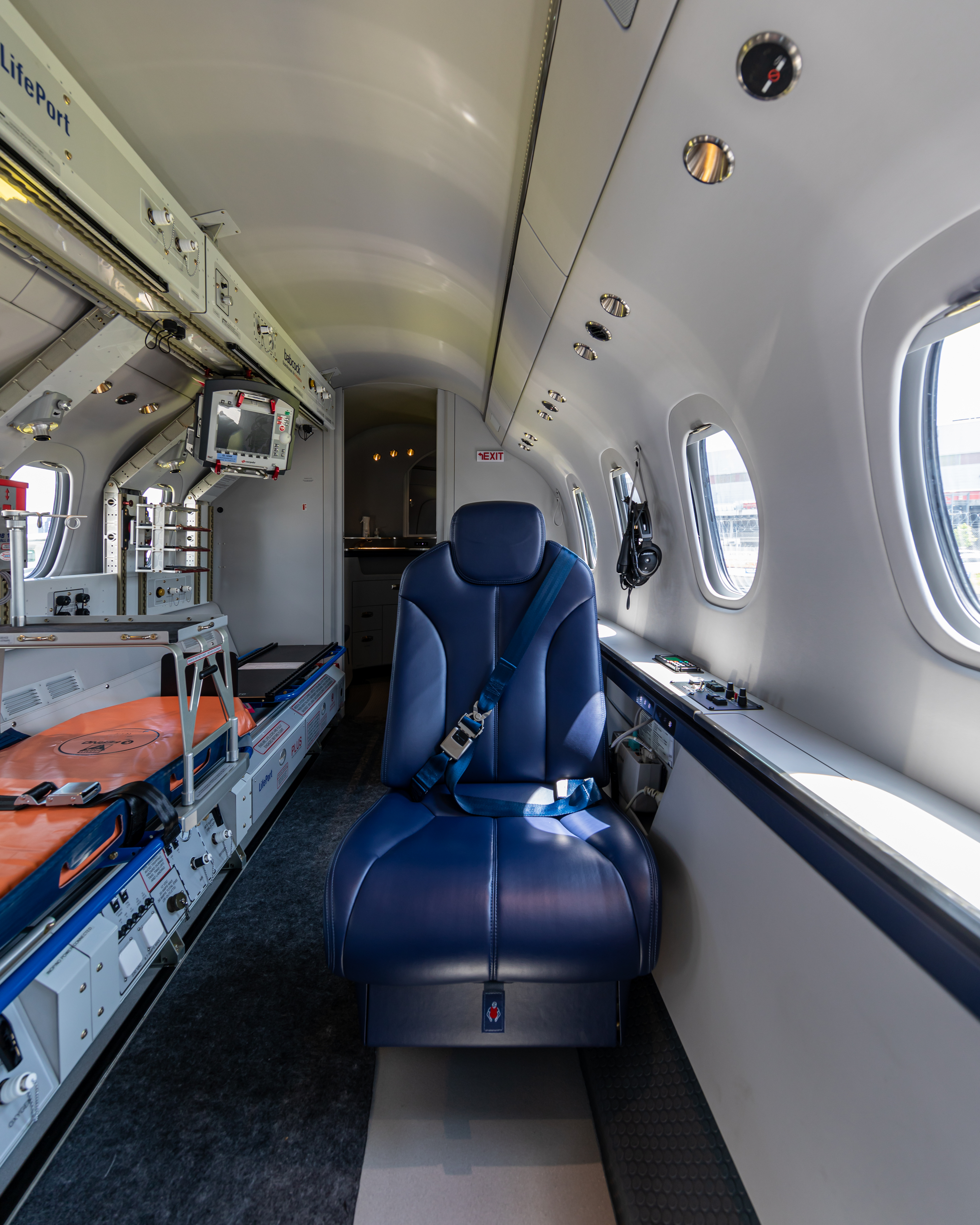
Latitude in configurazione evacuazione medica